# Égypte aux Jeux méditerranéens de 2018
Cet article contient des informations sur la participation et les résultats de l' Égypte aux Jeux méditerranéens de 2018 à Tarragone en Espagne.

## Médailles

### Or
| Sport                  | Discipline                 | Sportifs        |
| Médailles d'or : 13    |                            |                 |
| Gymnastique artistique | Saut de cheval femmes      | Nancy Taman     |
| Haltérophilie          | 62 kg Arraché hommes       | Ahmed Saad      |
| Haltérophilie          | 62 kg Épaulé-jeté hommes   | Ahmed Saad      |
| Haltérophilie          | 77 kg Arraché hommes       | Mohamed Mahmoud |
| Haltérophilie          | 77 kg Épaulé-jeté hommes   | Mohamed Mahmoud |
| Haltérophilie          | 94 kg Arraché hommes       | Ragab Abdalla   |
| Haltérophilie          | 105 kg Arraché hommes      | Mohamed Gaber   |
| Haltérophilie          | 105 kg Épaulé-jeté hommes  | Mohamed Gaber   |
| Haltérophilie          | 69 kg Arraché femmes       | Sara Ahmed      |
| Haltérophilie          | 69 kg Épaulé-jeté femmes   | Sara Ahmed      |
| Lutte                  | Greco-Romaine 60 kg hommes | Haitham Mahmoud |
| Natation               | 50 m papillon femmes       | Farida Osman    |
| Natation               | 50 m Nage libre femmes     | Farida Osman    |

### Argent
| Sport                  | Discipline                 | Sportifs                 |
| Médailles d'argent : 8 |                            |                          |
| Haltérophilie          | 69 kg Épaulé-jeté hommes   | Moustafa Ibrahim         |
| Karaté                 | Plus de 84 kg hommes       | Ahmed Elasfar            |
| Karaté                 | Moins de 61 kg femmes      | Giana Lotfy              |
| Lutte                  | Libre 74 kg hommes         | Samy Moustafa            |
| Lutte                  | Gréco-Romaine 67 kg hommes | Mohamed Ibrahim El-Sayed |
| Natation               | 50 m papillon hommes       | Abdelrahman Elaraby      |
| Natation               | 100 m papillon femmes      | Farida Osman             |
| Tir                    | Fosse olympique hommes     | Ahmed Kamar              |

### Bronze
| Sport                    | Discipline                         | Sportifs         |
| Médailles de bronze : 13 |                                    |                  |
| Gymnastique artistique   | Anneaux hommes                     | Ali Zahran       |
| Haltérophilie            | 48 kg Épaulé-jeté femmes           | Heba Ahmed       |
| Haltérophilie            | 75 kg Épaulé-jeté femmes           | Dina Barakat     |
| Karaté                   | Moins de 60 kg hommes              | Malek Salama     |
| Karaté                   | Moins de 84 kg hommes              | Ahmed Elmasry    |
| Karaté                   | Moins de 50 kg femmes              | Areeg Rashed     |
| Lutte                    | Libre 97 kg hommes                 | Hosam Merghany   |
| Lutte                    | Greco-Romaine 97 kg hommes         | Ahmed Hassan Aly |
| Lutte                    | Libre 68 kg femmes                 | Samar Hamza      |
| Natation                 | 50 m nage libre hommes             | Ali Khalafalla   |
| Natation                 | 200 m nage libre hommes            | Marwan Elkamash  |
| Natation                 | 400 m nage libre hommes            | Marwan Elkamash  |
| Tir                      | Pistolet à air comprimé 10m femmes | Afaf Elhodhod    |